# Ponte Messa
Ponte Messa è una frazione del comune di Pennabilli, in provincia di Rimini.

## Geografia fisica

### Territorio
Ponte Messa, è adagiato sulla confluenza del torrente Messa, proveniente dalle sorgenti del Parco del Sasso Simone e Simoncello e il più grande e noto fiume Marecchia, l'anfiteatro naturale nel quale svettano le alture di Pennabilli. Attraversato completamente dalla strada ex statale 258, oggi provinciale, che collega Sansepolcro a Rimini. Oltre all'abitato principale divisibile in parte alta (comunemente chiamata Lottizzazione Maioli e Lisandrina) e quella bassa (detta dei Pianacci); esistono anche diverse borgate sparse nelle campagne, quali Ca' Mazzoni, Ca' Marinelli, La Pantiera, Ca' Bicci, Santa Colomba e il Petroso (dal nome di un altro torrente provenienti dalle rocciose pendici del  Monte Carpegna).

## Storia
Ponte Messa è il più antico luogo del comune di insediamento romano. 
Con le invasioni barbariche il lungo fiume pennese rimane abbandonato poiché le popolazioni risalgono sulle alture per proteggersi dalle orde selvagge di popoli longobardi, e Ponte Messa diviene semplice pertinenza agricola del capoluogo.
Ponte Messa non viene neppure citata quale frazione dai documenti né prima (Pennabilli aveva come uniche frazioni Maciano e Soanne) né dopo l'annesione del comune di Scavolino (con l'apporto di Bascio, Ca' Romano, Miratoio e Scavolino stesso). Nel passato più recente, il luogo rifiorisce quando con lo sviluppo industriale si sceglie questo sito per la zona artigianale.

## Monumenti e luoghi d'interesse
A testimonianza del periodo romano rimangono la Pieve costruita sulle spoglia di un tempio romano (pantheon), e le ville romane visibili (ormai solo nelle fondamenta e nel terreno modificato) con foto aeree o attraverso i materiali di recupero rinvenibili durante le lavorazioni dei campi lungo il fiume.
Interessante è il Molino Ronci, già Molino Fattori, nel quale ancora si utilizza la forza dell'acqua per produrre farina.

## Società

### Evoluzione demografica
Oggi Ponte Messa è la realtà più grande del comune, in netta crescita, oltre al capoluogo, che raccoglie famiglie provenienti dalla vicina Toscana e dai comuni di Sant'Agata Feltria, Casteldelci e Pennabilli.

## Geografia antropica
In realtà Ponte Messa non è considerabile frazione, poiché per legge non ha un cimitero, ma confluisce in quello del capoluogo.